# Donald Henderson
Pour les articles homonymes, voir Henderson.
Donald Henderson, né en 1905 et mort en 1947, est un écrivain britannique, auteur de roman policier.

## Biographie
Après avoir travaillé dans un cabinet de courtiers en valeurs mobilières, il est acteur. Sous divers pseudonymes, il écrit des romans et pièces de théâtre dont Teddington Tragedy en 1935.
Sous son nom, il publie en 1943 un thriller psychologique Mr Bowling Buys a Newspaper. Frank MacShane, professeur de littérature à l'université Columbia dans sa biographie de Raymond Chandler écrit que ce dernier considérait ce roman comme « une petite merveille. Il ne se lassait jamais de le recommander à ses amis, à qui il distribua d'ailleurs des douzaines d’exemplaires. Ce qui séduisit Chandler dans ce livre est assez clair : c'est une projection de la manière dont il se voyait lui-même ». Ce roman est adapté à deux reprises sous le titre éponyme, en 1950 et 1957, pour la BBC.
Son seul roman traduit en français est Adieu au meurtre (Goodbye to Murder) qui est également un thriller psychologique.

## Œuvre

### Romans signés Donald Henderson
- Murderer at Large, 1936
- Procession-to Prison, 1937
- Mr Bowling Buys a Newspaper, 1943
- Goodbye to Murder, 1946
  - Adieu au meurtre, Série noire no 939, 1965
- A Voice Like Velvet, 1946 (autre titre The Announcer signé D. H. Landels)

### Romans signés D. H. Landels
- Teddington Tragedy, 1935
- His Lordship the Judge, 1936
- A Man of Character, 1944
- The Understudy, 1945
- The Headmaster, 1947
- Uncle Xavier, 1947

## Adaptations à la télévision
- 1950 : Mr Bowling Buys a Newspaper, téléfilm britannique, adaptation du roman éponyme
- 1957 : Mr Bowling Buys a Newspaper, téléfilm britannique, adaptation du roman éponyme

## Sources
- Claude Mesplède, Les Années Série noire vol.2 (1959-1966) Encrage « Travaux » no 17, 1993
- Claude Mesplède et Jean-Jacques Schleret, SN, voyage au bout de la Noire : inventaire de 732 auteurs et de leurs œuvres publiés en séries Noire et Blème : suivi d'une filmographie complète, Paris, Futuropolis, 1982 (OCLC 11972030), p. 185
- Frank MacShane, Raymond Chandler le gentleman de Californie, Éditions Balland, 1982, 361 p. (ISBN 978-2-715-80350-3)